# Ę (слово латинице)
Ę ę (Ę ę; искошено: Ę ę) је слово латинице. Користи се у пољском, литванском и далекарлском језику. Зове се и Е са огоњеком (пољ. e z ogonkiem) (литв. e nosinė). Такође се користи у Наваху да представља носни самогласник [ẽ] и Кенсиу да представља скоро блиски предњи незаобљен самогласник [e̝]. У латинској, ирској и старонордијској палеографији познат је као е каудата (e caudata) - „репаво е“.

## Пољски језик
У пољској абецеди, ę долази после е.  Никада се не појављује као слово на почетку речи, осим ономатопеје ęsi.
Нема један одређени изговор и уместо тога, његов изговор зависи од звукова који прате то слово.

## Литвански језик
На литванском, огоњек, назван nosinė (буквално, „носни“) знак, првобитно је означавао назализацију самогласника, али су око касног 17. века, назални самогласници постепено еволуирали у одговарајуће дуге неносне самогласнике у већини дијалеката.
Дакле, ознака је сада де факто показатељ дужине самогласника (дужина етимолошки неносних самогласника се означава другачије), а некада назални ен/ем облици сада се изговарају [еː], као у kęsti (патити) – kenčia  (пати или пати), тако да ę више није носно.

## Рачунарски кодови
| Знак                      | Ę                                  | Ę                                  | ę                                | ę                                |
| ------------------------- | ---------------------------------- | ---------------------------------- | -------------------------------- | -------------------------------- |
| Назив у Уникоду           | LATIN CAPITAL LETTER E WITH OGONEK | LATIN CAPITAL LETTER E WITH OGONEK | LATIN SMALL LETTER E WITH OGONEK | LATIN SMALL LETTER E WITH OGONEK |
| Врста кодирања            | децимална                          | хексадецимална                     | децимална                        | хексадецимална                   |
| Уникод                    | 280                                | U+0118                             | 281                              | U+0119                           |
| UTF-8                     | 196 152                            | C4 98                              | 196 153                          | C4 99                            |
| Нумеричка референца знака | &#280;                             | &#x118;                            | &#281;                           | &#x119;                          |
| ISO 8859-2 / ISO 8859-4   | 202                                | CA                                 | 234                              | EA                               |
| ISO 8859-10               | 221                                | DD                                 | 253                              | FD                               |

## Слична слова
• Ѧ ѧ
• Ą ą
• Ѫ ѫ
• A a